# 磁鐵間作用力
磁鐵通過磁場相互施加力和力矩，導致磁鐵間相互排斥或吸引。磁鐵周圍的磁場源自於磁铁中带电电子绕原子核旋转的微观电流和构成磁鐵的基本粒子（如电子）的固有磁性。這兩者都可以用偶極子模型解釋。磁鐵產生的磁场，同時受外部磁场的影响。
最基本的磁体间作用力是磁偶极子-磁偶极子相互作用。如果构成两个磁体的所有磁偶极子的性質是已知的，则可以通过将第一个磁体的偶极子与第二个磁体的偶极子之间的所有的作用力疊加来确定作用两个磁体上的合力。
用磁荷模型來計算磁鐵所受的力通常更方便。現實中正负磁荷始终由一串磁性物质相连，因而不存在孤立的磁荷。该模型可以很好地预测简单磁体之间的力。

## 磁極與原子電流
磁鐵產生的磁場是其所有磁化的體積元所產生的磁場的疊加，其中包括原子尺度的磁偶極子。直接將這些由小磁偶極矩產生的磁場加起來需要三重積分，一般較為複雜。

### 磁偶極子
{\displaystyle \mathbf {m} =I\mathbf {A} }
{\displaystyle m=q_{m}d}

### 非均強磁場產生的磁力
{\displaystyle \mathbf {F} =\nabla (\mathbf {m} \cdot \mathbf {B} )}